# Samuel Nemes
Samuel Nemes (Luik, 1 september 1988) is een Belgisch marxistisch politicus voor de PVDA (PTB).

## Levensloop
Nemes behaalde in 2013 het diploma van bio-ingenieur aan de Gembloux Agro-Bio Tech-faculteit van de Universiteit Luik. Hij werkte zes maanden als ingenieur bij de Waalse Watermaatschappij (SWDE), van 2013 tot 2014 als projectleider bij biotechnologiebedrijf Cer Groupe en van 2014 tot 2015 als technicus bij biotechnologiebedrijf Lonza. Vervolgens was hij van 2015 tot 2021 leraar wiskunde in een secundaire school in Luik.
Bij de Waalse verkiezingen van mei 2019 trok Nemes de PVDA-lijst in het arrondissement Verviers. Hij raakte effectief verkozen in het Waals Parlement en het Parlement van de Franse Gemeenschap. Ook werd hij afgevaardigd naar de Senaat als deelstaatsenator. In het Waals  Parlement zetelde hij in de commissie Economie, Landbouw en Ruimtelijke Ordening en in het Parlement van de Franse Gemeenschap was hij vicevoorzitter van de commissie Begroting, Openbaar Ambt, Gelijke Kansen en Schoolgebouwen.
In november 2022 verklaarde Nemes dat hij door gezondheidsredenen de lange werkdagen als parlementslid niet meer aankon en daarom ontslag nam uit al zijn parlementaire mandaten. Hij werd vervolgens administratief bediende bij Dienen vzw, dat de digitale platformen van PVDA-PTB beheert.